# 수미아 스와미나탄
수미아 스와미나탄(영어: Soumya Swaminathan, 1959년 5월 2일 ~ )은 인도의 소아과 의사, 임상의학자로 결핵과 인간면역결핍 바이러스(HIV)에 관한 연구로 알려져 있다. 2019년 3월부터 세계보건기구(WHO)의 수석과학자를 역임하고 있다. 2017년 10월부터 2019년 3월까지 세계보건기구의 사무차장을 역임했다.

## 어린 시절과 교육
스와미나탄은 인도 첸나이 출신이며 인도 녹색 혁명의 아버지인 M. S. 스와미나탄(M. S. Swaminathan)과 인도의 교육학자인 미나 스와미나탄(Mina Swaminathan) 부부의 딸이기도 하다. 스와미나탄에게는 2명의 자녀가 있는데 방갈로르에 위치한 인도 통계연구소 경제학과 교수를 역임한 마두라 스와미나탄, 영국 이스트앵글리아 대학교 국제 개발 대학 젠더 분석 수석 강사를 역임한 니티야 스와미나탄이다.
스와미나탄은 푸네에 위치한 인도 국군의과대학에서 의학 학사 학위를 받았으며 뉴델리에 위치한 전인도의학연구소에서 소아과 석사 학위를 받았다. 스와미나탄은 인도 보건가족복지부 산하 국가고시위원회의 외교 담당 위원이기도 하다. 스와미나탄은 1987년부터 1989년까지 미국 로스앤젤레스 어린이 병원에서 근무했고 서던캘리포니아 대학교 산하 켁 의과대학에서 신생아학, 소아청소년과, 호흡기학 박사 과정을 수료했다.

## 경력

### 경력 초반
스와미나탄은 1989년부터 1990년까지 영국 레스터 대학교의 소아 호흡기 질환 연구원으로 재직했다. 그 후 미국 뉴저지주에 위치한 터프츠 대학교 의과대학에서 공중보건·가정의학과 부교수, 심폐의학부 선임연구책임자로 근무했다.
스와미나탄은 1992년부터 인도 국립결핵연구소에 합류하여 열대병 담당 코디네이터로 근무했고 2013년까지 인도 첸나이에 위치한 국립결핵연구소 소장으로 근무했다. 스와미나탄은 2009년부터 2011년까지 스위스 제네바에서 열대병 연구와 훈련을 위한 유니세프·유엔 개발 계획(UNDP)·세계은행·세계보건기구 특별 프로그램의 코디네이터로 활동했다. 스와미나탄은 2015년 8월부터 2017년까지 인도 의료연구위원회 사무총장과 인도 보건연구부(보건가족복지부) 장관을 역임했다.

### 세계보건기구에서의 경력
스와미나탄은 2017년 10월부터 2019년 3월까지 세계보건기구(WHO)의 사무차장을 역임했다. 스와미나탄은 2019년 3월에 세계보건기구의 수석과학자로 임명되었고 코로나19 범유행과 관련된 매주 2차례의 정례 브리핑에 참여했다. 스와미나탄은 세계 여러 나라에 코로나바이러스감염증-19(코로나19)를 일으키는 코로나바이러스인 SARS-CoV-2의 전체 게놈 염기서열을 보다 자주 분석했고 국제인플루엔자정보공유기구(GISAID) 프로젝트에 해당 바이러스의 염기서열을 업로드할 것을 촉구했다.
스와미나탄은 2021년 5월에 유럽 위원회와 G20이 공동 주최한 글로벌 헬스 서밋(Global Health Summit)을 준비하기 위해 조직한 고위급 과학 패널(High Level Scientific Panel)의 일원이었다.

## 연구
스와미나탄의 관심 분야는 소아 및 성인 결핵, 역학 및 병리발생, 인간면역결핍 바이러스(HIV) 관련 결핵에서 영양의 역할이다.
스와미나탄은 첸나이에 위치한 국립 결핵 연구소에서 근무하는 동안에 결핵과 HIV의 다양한 측면을 연구하는 임상, 실험실 및 행동 과학자들의 다학제 그룹을 시작했다. 이 그룹은 빈곤층에게 결핵 치료를 제공하기 위해 지역 사회 무작위 전략의 대규모 현장 시험을 실시한다. 스와미나탄은 지방 정부, 기관, 풀뿌리 협회와 함께 "퇴치의 섬"을 만드는 것을 목표로 하는 TB 제로 시티 프로젝트(TB Zero City Project)의 일원이었다.
스와미나탄은 2021년에 영국의 보리스 존슨 총리가 보유한 G7 의장직을 자문하기 위해 패트릭 밸런스가 의장으로 있는 전문가 그룹인 전염병 대비 파트너십(PPP)에 임명되기도 했다.

## 그 외의 활동
- 보건 정책 및 시스템 연구를 위한 연합(Alliance for Health Policy and Systems Research) 이사진[15]
- 전염병 대비 혁신 연합(CEPI) 비투표 이사진[16]
- 글로벌 항생제 연구 개발 파트너십(Global Antibiotic Research and Development Partnership, GARDP) 이사회 비상임 이사[17]
- 결핵 퇴치 글로벌 연합(Global Coalition Against TB) 전문가 그룹 회원[18]
- 위민리프트 헬스(WomenLift Health) 글로벌 자문위원회 위원[19]

## 수상
- 1999년: 제11차 인도 국립 소아과·호흡기과 회의 선정 케야 라히리 최우수 논문상 수상
- 2008년: 인도 의학연구위원회 크샤니카 웅변상 수상
- 2009년: 결핵 및 폐질환 퇴치를 위한 국제 연합 부회장, HIV 부문 수상
- 2011년: 인도 소아과아카데미 석학회원
- 2012년: 타밀나두주 과학기술상 수상
- 2013년: 인도 국립과학아카데미 석학회원
- 2013년: 방갈로르 인도과학아카데미 석학회원
- 2016년: 인도 국립약학교육연구연구소·아스트라제네카 연구기부상 수상[20]

## 사생활
스와미나탄은 정형외과 의사인 아지트 야다브(Ajit Yadav)와 결혼했다.

## 논문
- Murray, Christopher J L; Barber, Ryan M; Foreman, Kyle J; Ozgoren, Ayse Abbasoglu; Abd-Allah, Foad; Abera, Semaw F; Aboyans, Victor; Abraham, Jerry P; Abubakar, Ibrahim; Abu-Raddad, Laith J; Abu-Rmeileh, Niveen M; Achoki, Tom; Ackerman, Ilana N; Ademi, Zanfina; Adou, Arsène K; Adsuar, José C; Afshin, Ashkan; Agardh, Emilie E; ...; Swaminathan, Soumya (2015년 11월). “Global, regional, and national disability-adjusted life years (DALYs) for 306 diseases and injuries and healthy life expectancy (HALE) for 188 countries, 1990–2013: quantifying the epidemiological transition”. 《The Lancet》 386 (10009): 2145–2191. doi:10.1016/S0140-6736(15)61340-X. PMC 4673910. PMID 26321261.
- Forouzanfar, Mohammad H; Alexander, Lily; Anderson, H Ross; Bachman, Victoria F; Biryukov, Stan; Brauer, Michael; Burnett, Richard; Casey, Daniel; Coates, Matthew M; Cohen, Aaron; Delwiche, Kristen; Estep, Kara; Frostad, Joseph J; KC, Astha; Kyu, Hmwe H; Moradi-Lakeh, Maziar; Ng, Marie; Slepak, Erica Leigh; ...; Swaminathan, Soumya (2015년 12월). “Global, regional, and national comparative risk assessment of 79 behavioural, environmental and occupational, and metabolic risks or clusters of risks in 188 countries, 1990–2013: a systematic analysis for the Global Burden of Disease Study 2013”. 《The Lancet》 386 (10010): 2287–2323. doi:10.1016/S0140-6736(15)00128-2. PMC 4685753. PMID 26364544.

## 참고 문헌
- Bhattacharya, Papiya (2019년 10월 26일). “WHO’s first chief scientist talks about her journey, interest in TB and her father MS Swaminathan”. 《Scroll.in》. 2021년 11월 26일에 확인함.